# Championship League Snooker 2019/20
Championship League Snooker 2019/20 to trzynasta edycja zawodów snookerowych rozgrywanych w Leicester Arena w Leicester w Anglii. W turnieju wystąpiło 25 zawodników, którzy w 8 grupach rozegranych na przestrzeni pięciu miesięcy (7 października 2019 – 5 marca 2020) rozegrali swoje mecze.

## Format turnieju
- Wszystkie mecze rozgrywane były do 3 wygranych frejmów.
- Kryteria klasyfikowania zawodników w grupach: większa liczba zdobytych punktów, większa liczba wygranych frejmów, mniejsza liczba przegranych frejmów, zwycięzca bezpośredniego spotkania.
- W grupie 1 rywalizuje 7 zawodników systemem każdy z każdym. 4 najlepszych awansowało do play-offów, których zwycięzca przechodził do tzw. Grupy Zwycięzców. Przegrani w play-offach oraz 5. zawodnik z grupy przechodzili do rozgrywek grupy 2, gdzie do rywalizacji dołączało kolejnych 3 graczy. Zawodnicy zajmujący 6. i 7. miejsce w danej grupie odpadali z zawodów. System rozgrywek powtarzał się przez kolejnych 7 grup.
- Po rozgrywkach w 7 grupach wyłonionych zostało 7 uczestników grupy zwycięzców, w której rywalizacja toczyła się na podobnych zasadach, jak w poprzednich grupach. Zwycięzca finału grupy zwycięzców został triumfatorem całego turnieju.

## Zawodnicy
Grupa 1 (7-8.10.2019):
- Luca Brecel,
- Mark Selby,
- Barry Hawkins,
- Neil Robertson,
- Jack Lisowski,
- Jimmy Robertson,
- Ryan Day

Grupa 2 (9-10.10.2019):
- Kyren Wilson,
- Stuart Bingham,
- Gary Wilson
- 4 snookerzystów z grupy 1

Grupa 3 (21-22.10.2019):
- Xiao Guodong,
- Tom Ford,
- Ben Woollaston,
- Graeme Dott,
- Matthew Selt
- 2 snookerzystów z grupy 2

Grupa 4 (23-24.10.2019):
- Joe Perry,
- Scott Donaldson,
- Allister Carter

- 4 snookerzystów z grupy 3

Grupa 5 (6-7.01.2020):
- Anthony McGill,
- David Gilbert,
- Mark Williams

- 4 snookerzystów z grupy 4
Grupa 6 (8-9.01.2020):

- John Higgins,
- Judd Trump,
- Mark King

- 4 snookerzystów z grupy 5
Grupa 7 (2-3.03.2020):

- Robert Milkins,
- Ricky Walden,
- Lü Haotian
- 4 snookerzystów z grupy 6

Grupa zwycięzców (4-5.03.2020):
- 7 zwycięzców poszczególnych grup

## Nagrody

### Grupy 1-7
- Zwycięzca – 3,000 £
- Finalista – 2,000 £
- Półfinaliści – 1,000 £
- Wygrany frejm (faza grupowa) – 100 £
- Wygrany frejm (faza play-off) – 300 £
- Najwyższy break – 500£

### Grupa Zwycięzców
- Zwycięzca – 10,000 £
- Finalista – 5,000 £
- Półfinaliści – 3,000 £
- Wygrany frejm (faza grupowa) – 200 £
- Wygrany frejm (faza play-off) – 300 £
- Najwyższy break – 1,000 £

Łączna pula nagród – 205 000 £

## Grupa 1
| Miejsce |                 | HAW | ROB | SEL | DAY | LIS | ROB | BRE | Frejmy W–L | Mecze W–L | Punkty |
| ------- | --------------- | --- | --- | --- | --- | --- | --- | --- | ---------- | --------- | ------ |
| 1       | Barry Hawkins   | X   | 3   | 3   | 3   | 3   | 3   | 3   | 18-8       | 6-0       | 6      |
| 2       | Neil Robertson  | 1   | X   | 3   | 3   | 3   | 0   | 3   | 13-11      | 4-2       | 4      |
| 3       | Mark Selby      | 1   | 2   | X   | 3   | 0   | 3   | 3   | 12-12      | 3-3       | 3      |
| 4       | Ryan Day        | 2   | 1   | 2   | X   | 2   | 3   | 3   | 13-14      | 2-4       | 2      |
| 5       | Jack Lisowski   | 2   | 1   | 3   | 3   | X   | 2   | 1   | 12-14      | 2-4       | 2      |
| 6       | Jimmy Robertson | 0   | 3   | 1   | 1   | 3   | X   | 2   | 10-14      | 2-4       | 2      |
| 7       | Luca Brecel     | 2   | 1   | 0   | 1   | 3   | 3   | X   | 10-15      | 2-4       | 2      |

- Luca Brecel 0-3 Mark Selby
- Barry Hawkins 3-1 Neil Robertson
- Jack Lisowski 1-3 Luca Brecel
- Jimmy Robertson 1-3 Ryan Day
- Mark Selby 1-3 Barry Hawkins
- Neil Robertson 0-3 Jimmy Robertson
- Luca Brecel 2-3 Barry Hawkins
- Ryan Day 2-3 Jack Lisowski
- Mark Selby 2-3 Neil Robertson
- Jimmy Robertson 3-2 Jack Lisowski
- Ryan Day 1-3 Neil Robertson
- Barry Hawkins 3-2 Jack Lisowski
- Luca Brecel 1-3 Ryan Day
- Mark Selby 3-1 Jimmy Robertson
- Barry Hawkins 3-2 Ryan Day
- Neil Robertson 3-1 Jack Lisowski
- Luca Brecel 3-2 Jimmy Robertson
- Mark Selby 0-3 Jack Lisowski
- Barry Hawkins 3-0 Jimmy Robertson
- Mark Selby 3-0 Ryan Day
- Luca Brecel 1-3 Neil Robertson

|  |                          |                          |                          |                |   |                      |                      |                      |
|  | Półfinały Do 3 wygranych | Półfinały Do 3 wygranych | Półfinały Do 3 wygranych |                |   | Finał Do 3 wygranych | Finał Do 3 wygranych | Finał Do 3 wygranych |
|  | Półfinały Do 3 wygranych | Półfinały Do 3 wygranych | Półfinały Do 3 wygranych |                |   | Finał Do 3 wygranych | Finał Do 3 wygranych | Finał Do 3 wygranych |
|  |                          |                          |                          |                |   |                      |                      |                      |
|  |                          |                          |                          |                |   |                      |                      |                      |
|  | Anglia                   | Barry Hawkins            | 0                        |                |   |                      |                      |                      |
|  | Anglia                   | Barry Hawkins            | 0                        |                |   |                      |                      |                      |
|  | Walia                    | Ryan Day                 | 3                        |                |   |                      |                      |                      |
|  | Walia                    | Ryan Day                 | 3                        |                |   | Walia                | Ryan Day             | 2                    |
|  |                          |                          |                          |                |   | Walia                | Ryan Day             | 2                    |
|  |                          |                          | Australia                | Neil Robertson | 3 |                      |                      |                      |
|  | Australia                | Neil Robertson           | Australia                | Neil Robertson | 3 | 3                    |                      |                      |
|  | Australia                | Neil Robertson           |                          |                |   |                      |                      |                      |
|  | Anglia                   | Mark Selby               | 2                        |                |   |                      |                      |                      |
|  | Anglia                   | Mark Selby               | 2                        |                |   |                      |                      |                      |
|  |                          |                          |                          |                |   |                      |                      |                      |

## Grupa 2
| Miejsce |                | WIL | WIL | BIN | SEL | HAW | DAY | LIS | Frejmy W–L | Mecze W–L | Punkty |
| ------- | -------------- | --- | --- | --- | --- | --- | --- | --- | ---------- | --------- | ------ |
| 1       | Kyren Wilson   | X   | 2   | 3   | 3   | 3   | 3   | 3   | 17-7       | 5-1       | 5      |
| 2       | Gary Wilson    | 3   | X   | 1   | 0   | 3   | 3   | 3   | 13-9       | 4-2       | 4      |
| 3       | Stuart Bingham | 0   | 3   | X   | 3   | 1   | 3   | 3   | 13-13      | 4-2       | 4      |
| 4       | Mark Selby     | 2   | 3   | 2   | X   | 2   | 3   | 3   | 15-9       | 3-3       | 3      |
| 5       | Barry Hawkins  | 2   | 1   | 3   | 3   | X   | 0   | 3   | 12-13      | 3-3       | 3      |
| 6       | Ryan Day       | 0   | 0   | 2   | 0   | 3   | X   | 2   | 7-15       | 1-5       | 1      |
| 7       | Jack Lisowski  | 0   | 0   | 2   | 0   | 1   | 3   | X   | 6-17       | 1-5       | 1      |

- Kyren Wilson 3-0 Stuart Bingham
- Gary Wilson 3-0 Jack Lisowski
- Barry Hawkins 2-3 Kyren Wilson
- Mark Selby 3-0 Ryan Day
- Stuart Bingham 3-1 Gary Wilson
- Jack Lisowski 0-3 Mark Selby
- Kyren Wilson 2-3 Gary Wilson
- Ryan Day 3-0 Barry Hawkins
- Stuart Bingham 3-2 Jack Lisowski
- Mark Selby 2-3 Barry Hawkins
- Ryan Day 2-3 Jack Lisowski
- Gary Wilson 3-1 Barry Hawkins
- Kyren Wilson 3-0 Ryan Day
- Stuart Bingham 3-2 Mark Selby
- Gary Wilson 3-0 Ryan Day
- Jack Lisowski 1-3 Barry Hawkins
- Kyren Wilson 3-2 Mark Selby
- Stuart Bingham 1-3 Barry Hawkins
- Gary Wilson 0-3 Mark Selby
- Stuart Bingham 3-2 Ryan Day
- Kyren Wilson 3-0 Jack Lisowski

|  |                          |                          |                          |                |   |                      |                      |                      |
|  | Półfinały Do 3 wygranych | Półfinały Do 3 wygranych | Półfinały Do 3 wygranych |                |   | Finał Do 3 wygranych | Finał Do 3 wygranych | Finał Do 3 wygranych |
|  | Półfinały Do 3 wygranych | Półfinały Do 3 wygranych | Półfinały Do 3 wygranych |                |   | Finał Do 3 wygranych | Finał Do 3 wygranych | Finał Do 3 wygranych |
|  |                          |                          |                          |                |   |                      |                      |                      |
|  |                          |                          |                          |                |   |                      |                      |                      |
|  | Anglia                   | Kyren Wilson             | 1                        |                |   |                      |                      |                      |
|  | Anglia                   | Kyren Wilson             | 1                        |                |   |                      |                      |                      |
|  | Anglia                   | Mark Selby               | 3                        |                |   |                      |                      |                      |
|  | Anglia                   | Mark Selby               | 3                        |                |   | Anglia               | Mark Selby           | 1                    |
|  |                          |                          |                          |                |   | Anglia               | Mark Selby           | 1                    |
|  |                          |                          | Anglia                   | Stuart Bingham | 3 |                      |                      |                      |
|  | Anglia                   | Gary Wilson              | Anglia                   | Stuart Bingham | 3 | 0                    |                      |                      |
|  | Anglia                   | Gary Wilson              |                          |                |   |                      |                      |                      |
|  | Anglia                   | Stuart Bingham           | 3                        |                |   |                      |                      |                      |
|  | Anglia                   | Stuart Bingham           | 3                        |                |   |                      |                      |                      |
|  |                          |                          |                          |                |   |                      |                      |                      |

## Grupa 3
Barry Hawkins oraz  Mark Selby wycofali się z turnieju.
| Miejsce |                | WIL | FOR | WIL | SEL | DOT | GUO | WOO | Frejmy W–L | Mecze W–L | Punkty |
| ------- | -------------- | --- | --- | --- | --- | --- | --- | --- | ---------- | --------- | ------ |
| 1       | Gary Wilson    | X   | 3   | 1   | 3   | 3   | 3   | 3   | 16-11      | 5-1       | 5      |
| 2       | Tom Ford       | 2   | X   | 2   | 3   | 3   | 3   | 3   | 16-8       | 4-2       | 4      |
| 3       | Kyren Wilson   | 3   | 3   | X   | 2   | 3   | 2   | 1   | 14-14      | 3-3       | 3      |
| 4       | Matthew Selt   | 2   | 1   | 3   | X   | 0   | 3   | 3   | 12-14      | 3-3       | 3      |
| 5       | Graeme Dott    | 2   | 0   | 2   | 3   | X   | 3   | 1   | 11-12      | 2-4       | 2      |
| 6       | Xiao Guodong   | 1   | 0   | 3   | 2   | 3   | X   | 2   | 11-15      | 2-4       | 2      |
| 7       | Ben Woollaston | 1   | 1   | 3   | 1   | 0   | 3   | X   | 9-15       | 2-4       | 2      |

- Xiao Guodong 0-3 Tom Ford
- Ben Woollaston 0-3 Graeme Dott
- Kyren Wilson 2-3 Xiao Guodong
- Gary Wilson 3-2 Matthew Selt
- Tom Ford 3-1 Ben Woollaston
- Graeme Dott 2-3 Gary Wilson
- Xiao Guodong 2-3 Ben Woollaston
- Matthew Selt 3-2 Kyren Wilson
- Tom Ford 3-0 Graeme Dott
- Gary Wilson 1-3 Kyren Wilson
- Matthew Selt 0-3 Graeme Dott
- Ben Woollaston 3-1 Kyren Wilson
- Xiao Guodong 2-3 Matthew Selt
- Tom Ford 2-3 Gary Wilson
- Ben Woollaston 1-3 Matthew Selt
- Graeme Dott 2-3 Kyren Wilson
- Xiao Guodong 1-3 Gary Wilson
- Tom Ford 2-3 Kyren Wilson
- Ben Woollaston 1-3 Gary Wilson
- Tom Ford 3-1 Matthew Selt
- Xiao Guodong 3-1 Graeme Dott

|  |                          |                          |                          |              |   |                      |                      |                      |
|  | Półfinały Do 3 wygranych | Półfinały Do 3 wygranych | Półfinały Do 3 wygranych |              |   | Finał Do 3 wygranych | Finał Do 3 wygranych | Finał Do 3 wygranych |
|  | Półfinały Do 3 wygranych | Półfinały Do 3 wygranych | Półfinały Do 3 wygranych |              |   | Finał Do 3 wygranych | Finał Do 3 wygranych | Finał Do 3 wygranych |
|  |                          |                          |                          |              |   |                      |                      |                      |
|  |                          |                          |                          |              |   |                      |                      |                      |
|  | Anglia                   | Gary Wilson              | 3                        |              |   |                      |                      |                      |
|  | Anglia                   | Gary Wilson              | 3                        |              |   |                      |                      |                      |
|  | Anglia                   | Matthew Selt             | 1                        |              |   |                      |                      |                      |
|  | Anglia                   | Matthew Selt             | 1                        |              |   | Anglia               | Gary Wilson          | 3                    |
|  |                          |                          |                          |              |   | Anglia               | Gary Wilson          | 3                    |
|  |                          |                          | Anglia                   | Kyren Wilson | 0 |                      |                      |                      |
|  | Anglia                   | Tom Ford                 | Anglia                   | Kyren Wilson | 0 | 2                    |                      |                      |
|  | Anglia                   | Tom Ford                 |                          |              |   |                      |                      |                      |
|  | Anglia                   | Kyren Wilson             | 3                        |              |   |                      |                      |                      |
|  | Anglia                   | Kyren Wilson             | 3                        |              |   |                      |                      |                      |
|  |                          |                          |                          |              |   |                      |                      |                      |

## Grupa 4
| Miejsce |                 | DON | WIL | DOT | PER | FOR | CAR | SEL | Frejmy W–L | Mecze W–L | Punkty |
| ------- | --------------- | --- | --- | --- | --- | --- | --- | --- | ---------- | --------- | ------ |
| 1       | Scott Donaldson | X   | 3   | 3   | 3   | 2   | 3   | 3   | 17-8       | 5-1       | 5      |
| 2       | Kyren Wilson    | 2   | X   | 3   | 3   | 3   | 3   | 3   | 17-12      | 5-1       | 5      |
| 3       | Graeme Dott     | 1   | 2   | X   | 3   | 3   | 3   | 3   | 15-13      | 4-2       | 4      |
| 4       | Joe Perry       | 1   | 2   | 2   | X   | 3   | 1   | 3   | 12-14      | 2-4       | 2      |
| 5       | Tom Ford        | 3   | 2   | 2   | 0   | X   | 3   | 2   | 12-15      | 2-4       | 2      |
| 6       | Allister Carter | 1   | 2   | 2   | 3   | 1   | X   | 3   | 12-15      | 2-4       | 2      |
| 7       | Matthew Selt    | 0   | 1   | 1   | 2   | 3   | 2   | X   | 9-17       | 1-5       | 1      |

- Joe Perry 1-3 Scott Donaldson
- Allister Carter 2-3 Graeme Dott
- Matthew Selt 2-3 Joe Perry
- Tom Ford 2-3 Kyren Wilson
- Scott Donaldson 3-1 Allister Carter
- Graeme Dott 3-2 Tom Ford
- Joe Perry 1-3 Allister Carter
- Kyren Wilson 3-1 Matthew Selt
- Scott Donaldson 3-1 Graeme Dott
- Tom Ford 2-3 Matthew Selt
- Kyren Wilson 3-2 Graeme Dott
- Allister Carter 3-2 Matthew Selt
- Joe Perry 2-3 Kyren Wilson
- Scott Donaldson 2-3 Tom Ford
- Allister Carter 2-3 Kyren Wilson
- Graeme Dott 3-1 Matthew Selt
- Joe Perry 3-0 Tom Ford
- Scott Donaldson 3-0 Matthew Selt
- Allister Carter 1-3 Tom Ford
- Scott Donaldson 3-2 Kyren Wilson
- Joe Perry 2-3 Graeme Dott

|  |                          |                          |                          |             |   |                      |                      |                      |
|  | Półfinały Do 3 wygranych | Półfinały Do 3 wygranych | Półfinały Do 3 wygranych |             |   | Finał Do 3 wygranych | Finał Do 3 wygranych | Finał Do 3 wygranych |
|  | Półfinały Do 3 wygranych | Półfinały Do 3 wygranych | Półfinały Do 3 wygranych |             |   | Finał Do 3 wygranych | Finał Do 3 wygranych | Finał Do 3 wygranych |
|  |                          |                          |                          |             |   |                      |                      |                      |
|  |                          |                          |                          |             |   |                      |                      |                      |
|  | Szkocja                  | Scott Donaldson          | 3                        |             |   |                      |                      |                      |
|  | Szkocja                  | Scott Donaldson          | 3                        |             |   |                      |                      |                      |
|  | Anglia                   | Joe Perry                | 2                        |             |   |                      |                      |                      |
|  | Anglia                   | Joe Perry                | 2                        |             |   | Szkocja              | Scott Donaldson      | 3                    |
|  |                          |                          |                          |             |   | Szkocja              | Scott Donaldson      | 3                    |
|  |                          |                          | Szkocja                  | Graeme Dott | 0 |                      |                      |                      |
|  | Anglia                   | Kyren Wilson             | Szkocja                  | Graeme Dott | 0 | 2                    |                      |                      |
|  | Anglia                   | Kyren Wilson             |                          |             |   |                      |                      |                      |
|  | Szkocja                  | Graeme Dott              | 3                        |             |   |                      |                      |                      |
|  | Szkocja                  | Graeme Dott              | 3                        |             |   |                      |                      |                      |
|  |                          |                          |                          |             |   |                      |                      |                      |

## Grupa 5
| Miejsce |                | WIL | PER | MCG | GIL | DOT | FOR | WIL | Frejmy W–L | Mecze W–L | Punkty |
| ------- | -------------- | --- | --- | --- | --- | --- | --- | --- | ---------- | --------- | ------ |
| 1       | Mark Williams  | X   | 3   | 3   | 3   | 3   | 3   | 3   | 18-5       | 6-0       | 6      |
| 2       | Joe Perry      | 1   | X   | 3   | 3   | 2   | 3   | 2   | 14-12      | 3-3       | 3      |
| 3       | Anthony McGill | 0   | 1   | X   | 3   | 3   | 1   | 3   | 11-12      | 3-3       | 3      |
| 4       | David Gilbert  | 1   | 0   | 1   | X   | 3   | 3   | 3   | 11-13      | 3-3       | 3      |
| 5       | Graeme Dott    | 2   | 3   | 1   | 2   | X   | 3   | 0   | 11-14      | 2-4       | 2      |
| 6       | Tom Ford       | 1   | 2   | 3   | 2   | 0   | X   | 3   | 11-15      | 2-4       | 2      |
| 7       | Kyren Wilson   | 0   | 3   | 1   | 0   | 3   | 2   | X   | 9-14       | 2-4       | 2      |

- Anthony McGill 3-1 David Gilbert
- Mark Williams 3-1 Tom Ford
- Joe Perry 3-1 Anthony McGill
- Kyren Wilson 3-0 Graeme Dott
- David Gilbert 1-3 Mark Williams
- Tom Ford 3-2 Kyren Wilson
- Anthony McGill 0-3 Mark Williams
- Graeme Dott 3-2 Joe Perry
- David Gilbert 3-2 Tom Ford
- Kyren Wilson 3-2 Joe Perry
- Graeme Dott 3-0 Tom Ford
- Mark Williams 3-1 Joe Perry
- Anthony McGill 3-1 Graeme Dott
- David Gilbert 3-0 Kyren Wilson
- Mark Williams 3-2 Graeme Dott
- Tom Ford 2-3 Joe Perry
- Anthony McGill 3-1 Kyren Wilson
- David Gilbert 0-3 Joe Perry
- Mark Williams 3-0 Kyren Wilson
- David Gilbert 3-2 Graeme Dott
- Anthony McGill 1-3 Tom Ford

|  |                          |                          |                          |                |   |                      |                      |                      |
|  | Półfinały Do 3 wygranych | Półfinały Do 3 wygranych | Półfinały Do 3 wygranych |                |   | Finał Do 3 wygranych | Finał Do 3 wygranych | Finał Do 3 wygranych |
|  | Półfinały Do 3 wygranych | Półfinały Do 3 wygranych | Półfinały Do 3 wygranych |                |   | Finał Do 3 wygranych | Finał Do 3 wygranych | Finał Do 3 wygranych |
|  |                          |                          |                          |                |   |                      |                      |                      |
|  |                          |                          |                          |                |   |                      |                      |                      |
|  | Walia                    | Mark Williams            | 2                        |                |   |                      |                      |                      |
|  | Walia                    | Mark Williams            | 2                        |                |   |                      |                      |                      |
|  | Anglia                   | David Gilbert            | 3                        |                |   |                      |                      |                      |
|  | Anglia                   | David Gilbert            | 3                        |                |   | Anglia               | David Gilbert        | 2                    |
|  |                          |                          |                          |                |   | Anglia               | David Gilbert        | 2                    |
|  |                          |                          | Szkocja                  | Anthony McGill | 3 |                      |                      |                      |
|  | Anglia                   | Joe Perry                | Szkocja                  | Anthony McGill | 3 | 2                    |                      |                      |
|  | Anglia                   | Joe Perry                |                          |                |   |                      |                      |                      |
|  | Szkocja                  | Anthony McGill           | 3                        |                |   |                      |                      |                      |
|  | Szkocja                  | Anthony McGill           | 3                        |                |   |                      |                      |                      |
|  |                          |                          |                          |                |   |                      |                      |                      |

## Grupa 6
| Miejsce |               | GIL | TRU | HIG | DOT | WIL | PER | KIN | Frejmy W–L | Mecze W–L | Punkty |
| ------- | ------------- | --- | --- | --- | --- | --- | --- | --- | ---------- | --------- | ------ |
| 1       | David Gilbert | X   | 3   | 1   | 3   | 3   | 3   | 3   | 16-10      | 5-1       | 5      |
| 2       | Judd Trump    | 1   | X   | 3   | 3   | 1   | 3   | 3   | 14-10      | 4-2       | 4      |
| 3       | John Higgins  | 3   | 1   | X   | 3   | 3   | 1   | 3   | 14-13      | 4-2       | 4      |
| 4       | Graeme Dott   | 2   | 1   | 1   | X   | 3   | 3   | 3   | 14-12      | 3-3       | 3      |
| 5       | Mark Williams | 2   | 3   | 2   | 1   | X   | 3   | 3   | 14-12      | 3-3       | 3      |
| 6       | Joe Perry     | 1   | 1   | 3   | 1   | 2   | X   | 3   | 11-14      | 2-4       | 2      |
| 7       | Mark King     | 1   | 1   | 2   | 1   | 0   | 1   | X   | 6-18       | 0-6       | 0      |

- John Higgins 1-3 Judd Trump
- Mark King 1-3 Graeme Dott
- Mark Williams 2-3 John Higgins
- Joe Perry 1-3 David Gilbert
- Judd Trump 3-1 Mark King
- Graeme Dott 3-1 Joe Perry
- John Higgins 3-2 Mark King
- David Gilbert 3-2 Mark Williams
- Judd Trump 3-1 Graeme Dott
- Joe Perry 2-3 Mark Williams
- David Gilbert 3-2 Graeme Dott
- Mark King 0-3 Mark Williams
- John Higgins 3-1 David Gilbert
- Judd Trump 3-1 Joe Perry
- Mark King 1-3 David Gilbert
- Graeme Dott 3-1 Mark Williams
- John Higgins 1-3 Joe Perry
- Judd Trump 1-3 Mark Williams
- Mark King 1-3 Joe Perry
- Judd Trump 1-3 David Gilbert
- John Higgins 3-1 Graeme Dott

|  |                          |                          |                          |            |   |                      |                      |                      |
|  | Półfinały Do 3 wygranych | Półfinały Do 3 wygranych | Półfinały Do 3 wygranych |            |   | Finał Do 3 wygranych | Finał Do 3 wygranych | Finał Do 3 wygranych |
|  | Półfinały Do 3 wygranych | Półfinały Do 3 wygranych | Półfinały Do 3 wygranych |            |   | Finał Do 3 wygranych | Finał Do 3 wygranych | Finał Do 3 wygranych |
|  |                          |                          |                          |            |   |                      |                      |                      |
|  |                          |                          |                          |            |   |                      |                      |                      |
|  | Anglia                   | David Gilbert            | 2                        |            |   |                      |                      |                      |
|  | Anglia                   | David Gilbert            | 2                        |            |   |                      |                      |                      |
|  | Szkocja                  | Graeme Dott              | 3                        |            |   |                      |                      |                      |
|  | Szkocja                  | Graeme Dott              | 3                        |            |   | Szkocja              | Graeme Dott          | 2                    |
|  |                          |                          |                          |            |   | Szkocja              | Graeme Dott          | 2                    |
|  |                          |                          | Anglia                   | Judd Trump | 3 |                      |                      |                      |
|  | Anglia                   | Judd Trump               | Anglia                   | Judd Trump | 3 | 3                    |                      |                      |
|  | Anglia                   | Judd Trump               |                          |            |   |                      |                      |                      |
|  | Szkocja                  | John Higgins             | 1                        |            |   |                      |                      |                      |
|  | Szkocja                  | John Higgins             | 1                        |            |   |                      |                      |                      |
|  |                          |                          |                          |            |   |                      |                      |                      |

## Grupa 7
| Miejsce |                | HIG | DOT | GIL | WIL | HAO | WAL | MIL | Frejmy W–L | Mecze W–L | Punkty |
| ------- | -------------- | --- | --- | --- | --- | --- | --- | --- | ---------- | --------- | ------ |
| 1       | John Higgins   | X   | 2   | 3   | 3   | 3   | 3   | 3   | 17-4       | 5-1       | 5      |
| 2       | Graeme Dott    | 3   | X   | 3   | 1   | 3   | 0   | 3   | 13-9       | 4-2       | 4      |
| 3       | David Gilbert  | 0   | 1   | X   | 3   | 3   | 3   | 3   | 13-11      | 4-2       | 4      |
| 4       | Mark Williams  | 0   | 3   | 0   | X   | 2   | 3   | 3   | 11-11      | 3-3       | 3      |
| 5       | Lü Haotian     | 1   | 0   | 1   | 3   | X   | 3   | 1   | 9-14       | 2-4       | 2      |
| 6       | Ricky Walden   | 0   | 3   | 2   | 0   | 0   | X   | 3   | 8-13       | 2-4       | 2      |
| 7       | Robert Milkins | 0   | 0   | 2   | 1   | 3   | 1   | X   | 7-16       | 1-5       | 1      |

- Lü Haotian 1-3 Robert Milkins
- Ricky Walden 0-3 Mark Williams
- David Gilbert 3-1 Lü Haotian
- John Higgins 2-3 Graeme Dott
- Robert Milkins 1-3 Ricky Walden
- Mark Williams 0-3 John Higgins
- Lü Haotian 3-0 Ricky Walden
- Graeme Dott 3-1 David Gilbert
- Ricky Walden 0-3 Mark Williams
- John Higgins 3-0 David Gilbert
- Graeme Dott 1-3 Mark Williams
- Ricky Walden 2-3 David Gilbert
- Lü Haotian 0-3 Graeme Dott
- Robert Milkins 0-3 John Higgins
- Ricky Walden 3-0 Graeme Dott
- Mark Williams 0-3 David Gilbert
- Lü Haotian 1-3 John Higgins
- Robert Milkins 2-3 David Gilbert
- Ricky Walden 0-3 John Higgins
- Robert Milkins 0-3 Graeme Dott
- Lü Haotian 3-2 Mark Williams

|  |                          |                          |                          |             |   |                      |                      |                      |
|  | Półfinały Do 3 wygranych | Półfinały Do 3 wygranych | Półfinały Do 3 wygranych |             |   | Finał Do 3 wygranych | Finał Do 3 wygranych | Finał Do 3 wygranych |
|  | Półfinały Do 3 wygranych | Półfinały Do 3 wygranych | Półfinały Do 3 wygranych |             |   | Finał Do 3 wygranych | Finał Do 3 wygranych | Finał Do 3 wygranych |
|  |                          |                          |                          |             |   |                      |                      |                      |
|  |                          |                          |                          |             |   |                      |                      |                      |
|  | Szkocja                  | John Higgins             | 1                        |             |   |                      |                      |                      |
|  | Szkocja                  | John Higgins             | 1                        |             |   |                      |                      |                      |
|  | Walia                    | Mark Williams            | 3                        |             |   |                      |                      |                      |
|  | Walia                    | Mark Williams            | 3                        |             |   | Walia                | Mark Williams        | 1                    |
|  |                          |                          |                          |             |   | Walia                | Mark Williams        | 1                    |
|  |                          |                          | Szkocja                  | Graeme Dott | 3 |                      |                      |                      |
|  | Szkocja                  | Graeme Dott              | Szkocja                  | Graeme Dott | 3 | 3                    |                      |                      |
|  | Szkocja                  | Graeme Dott              |                          |             |   |                      |                      |                      |
|  | Anglia                   | David Gilbert            | 0                        |             |   |                      |                      |                      |
|  | Anglia                   | David Gilbert            | 0                        |             |   |                      |                      |                      |
|  |                          |                          |                          |             |   |                      |                      |                      |

## Grupa Zwycięzców
| Miejsce |                 | TRU | DOT | MCG | DON | ROB | BIN | WIL | Frejmy W–L | Mecze W–L | Punkty |
| ------- | --------------- | --- | --- | --- | --- | --- | --- | --- | ---------- | --------- | ------ |
| 1       | Judd Trump      | X   | 3   | 3   | 3   | 3   | 3   | 3   | 18-6       | 6-0       | 6      |
| 2       | Graeme Dott     | 2   | X   | 2   | 3   | 3   | 3   | 3   | 16-9       | 4-2       | 4      |
| 3       | Anthony McGill  | 2   | 3   | X   | 3   | 2   | 1   | 3   | 14-13      | 3-3       | 3      |
| 4       | Scott Donaldson | 1   | 2   | 0   | X   | 3   | 3   | 3   | 12-12      | 3-3       | 3      |
| 5       | Neil Robertson  | 0   | 1   | 3   | 1   | X   | 3   | 3   | 11-13      | 3-3       | 3      |
| 6       | Stuart Bingham  | 1   | 0   | 3   | 0   | 1   | X   | 3   | 8-13       | 2-4       | 2      |
| 7       | Gary Wilson     | 1   | 0   | 2   | 2   | 1   | 0   | X   | 6-18       | 0-6       | 0      |

- Neil Robertson 3-1 Stuart Bingham
- Gary Wilson 2-3 Scott Donaldson
- Anthony McGill 2-3 Neil Robertson
- Judd Trump 3-2 Graeme Dott
- Stuart Bingham 3-0 Gary Wilson
- Scott Donaldson 1-3 Judd Trump
- Neil Robertson 3-1 Gary Wilson
- Graeme Dott 2-3 Anthony McGill
- Stuart Bingham 0-3 Scott Donaldson
- Judd Trump 3-2 Anthony McGill
- Graeme Dott 3-2 Scott Donaldson
- Gary Wilson 2-3 Anthony McGill
- Neil Robertson 1-3 Graeme Dott
- Stuart Bingham 1-3 Judd Trump
- Gary Wilson 0-3 Graeme Dott
- Scott Donaldson 0-3 Anthony McGill
- Neil Robertson 0-3 Judd Trump
- Stuart Bingham 3-1 Anthony McGill
- Gary Wilson 1-3 Judd Trump
- Stuart Bingham 0-3 Graeme Dott
- Neil Robertson 1-3 Scott Donaldson

|  |                          |                          |                          |             |   |                      |                      |                      |
|  | Półfinały Do 3 wygranych | Półfinały Do 3 wygranych | Półfinały Do 3 wygranych |             |   | Finał Do 3 wygranych | Finał Do 3 wygranych | Finał Do 3 wygranych |
|  | Półfinały Do 3 wygranych | Półfinały Do 3 wygranych | Półfinały Do 3 wygranych |             |   | Finał Do 3 wygranych | Finał Do 3 wygranych | Finał Do 3 wygranych |
|  |                          |                          |                          |             |   |                      |                      |                      |
|  |                          |                          |                          |             |   |                      |                      |                      |
|  | Anglia                   | Judd Trump               | 1                        |             |   |                      |                      |                      |
|  | Anglia                   | Judd Trump               | 1                        |             |   |                      |                      |                      |
|  | Szkocja                  | Scott Donaldson          | 3                        |             |   |                      |                      |                      |
|  | Szkocja                  | Scott Donaldson          | 3                        |             |   | Szkocja              | Scott Donaldson      | 3                    |
|  |                          |                          |                          |             |   | Szkocja              | Scott Donaldson      | 3                    |
|  |                          |                          | Szkocja                  | Graeme Dott | 0 |                      |                      |                      |
|  | Szkocja                  | Graeme Dott              | Szkocja                  | Graeme Dott | 0 | 3                    |                      |                      |
|  | Szkocja                  | Graeme Dott              |                          |             |   |                      |                      |                      |
|  | Szkocja                  | Anthony McGill           | 2                        |             |   |                      |                      |                      |
|  | Szkocja                  | Anthony McGill           | 2                        |             |   |                      |                      |                      |
|  |                          |                          |                          |             |   |                      |                      |                      |

## Brejki stupunktowe
- 145, 139, 132, 128, 127, 127, 122, 120, 117, 114, 107, 100  Judd Trump
- 143, 125, 121, 110, 109, 107, 106, 105, 105, 101, 100, 100, 100  Kyren Wilson
- 140, 132, 126, 118, 106, 105, 103, 100   Graeme Dott
- 139, 126, 115, 109, 106  Tom Ford
- 138, 128, 121, 114, 111  Joe Perry
- 138, 117, 105, 103, 101  David Gilbert
- 137, 135, 116, 109, 107, 105  Mark Williams
- 137, 114, 114, 108  Anthony McGill
- 134, 133, 131, 130, 117  Mark Selby
- 134, 132, 132, 125, 119, 108, 105, 103, 101, 100  Gary Wilson
- 134, 130, 118, 108, 101  Stuart Bingham
- 134, 127, 113, 109  Xiao Guodong
- 133, 130, 121, 109, 107, 101  John Higgins
- 132  Ben Woollaston
- 129, 116, 102  Barry Hawkins
- 126, 101  Ryan Day
- 125  Lü Haotian
- 118, 111  Neil Robertson
- 111  Scott Donaldson
- 108, 101  Jack Lisowski
- 107, 101, 101  Jimmy Robertson
- 103  Matthew Selt